# Sanciones internacionales durante el apartheid

Países que emitieron sanciones contra Sudáfrica durante el apartheid.
Miembros de la Comunidad Económica Europea que emitieron sanciones colectivamente
Países que impusieron sanciones
Sudáfrica

Como respuesta a las políticas de apartheid de Sudáfrica, la comunidad internacional adoptó sanciones económicas como forma de condena y presión. Jamaica lideró el movimiento al ser el primer país en prohibir las mercancías procedentes de la Sudáfrica del apartheid en 1959. 
El 6 de noviembre de 1962, la Asamblea General de las Naciones Unidas aprobó la Resolución 1761, una resolución no vinculante por la que se condenaban las políticas sudafricanas de apartheid, se creaba el Comité Especial de las Naciones Unidas contra el Apartheid y se pedía la imposición de sanciones económicas y de otro tipo a Sudáfrica. El 7 de agosto de 1963, el Consejo de Seguridad de las Naciones Unidas aprobó la Resolución 181, en la que se pedía un embargo voluntario de armas contra Sudáfrica y ese mismo año el Comité Especial contra el Apartheid fomentaría y supervisaría los planes de acción contra el país.
Aunque países como Estados Unidos y el Reino Unido se mostraron al principio reacios a imponer sanciones, a finales de la década de 1980 ambos países, así como otras 23 naciones, habían aprobado leyes que imponían diversas sanciones comerciales a Sudáfrica.
Las sanciones económicas contra Sudáfrica ejercieron una importante presión sobre el gobierno que contribuyó a poner fin al apartheid. En 1990, el presidente Frederik de Klerk reconoció la insostenibilidad económica de la carga de las sanciones internacionales, liberó al líder nacionalista africano Nelson Mandela y habilitó al Congreso Nacional Africano (ANC), previamente proscrito. En abril de 1991, la Comunidad Económica Europea levantó las sanciones económicas impuestas a Sudáfrica. De Klerk y Mandela llevaron al país a sus primeras elecciones democráticas en 1994, en las que Mandela fue elegido presidente. Cuando le preguntaron si las sanciones económicas habían contribuido a acabar con el sistema del apartheid, Mandela respondió: «Oh, no hay duda».